# Académie du spectacle équestre

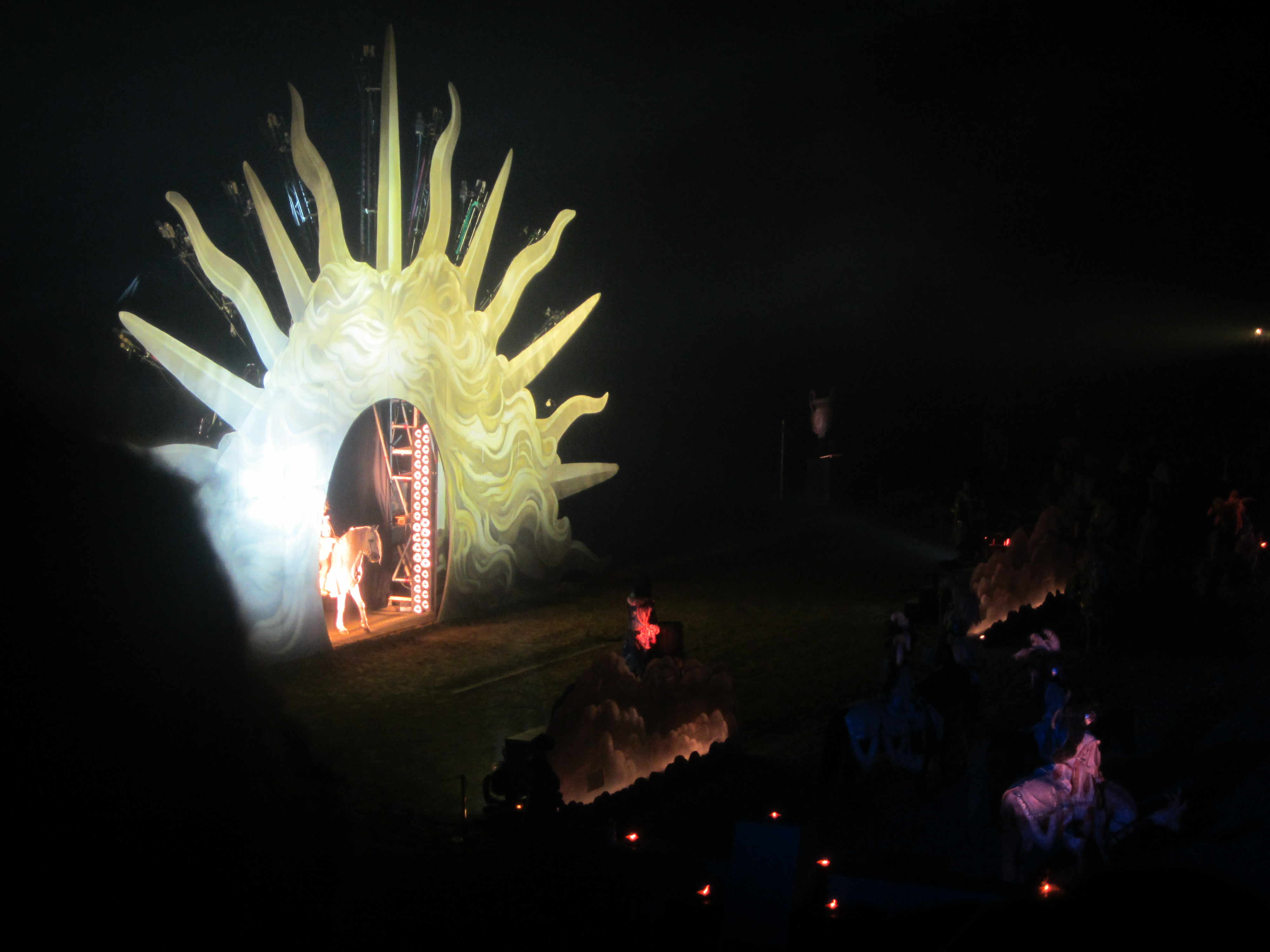
Académie du spectacle équestre

Die Académie du spectacle équestre ist eine Reitinstitution in Frankreich, die 2002 vom französischen Reiter, Regisseur und Choreographen Bartabas (* 1957) gegründet wurde und die in einem Teil der Grande Écurie, des Marstalls des Schlosses zu Versailles untergebracht ist. Die aus derzeit (März 2011) zehn Reitern bestehende Gruppe führt regelmäßig Veranstaltungen zur klassischen Reitkunst auf, wobei in erster Linie Lusitanos, Criollos und Sorraias eingesetzt werden.
Die den klassischen Prinzipien der Reitkunst folgenden Pferdeshows umfassen nicht nur Reitdarbietungen, sondern auch Fechteinlagen (auch zu Pferd), Bogenschießen (Kyūdō), Gesang zu Pferde und Arbeit an der Hand.